# 1977年のスポーツ
- 年度別スポーツ記事一覧

1977年のスポーツでは、1977年（昭和52年）のスポーツ関連の出来事についてまとめる。
1977年前後：1976年のスポーツ - 1977年のスポーツ - 1978年のスポーツ

## できごと
- 1月26日 - 日本体育協会、公認スポーツ指導者制度制定
- 2月16日 - 長谷川恒男、マッターホルン北壁冬季単独登頂成功
- 2月19日 - 日本バレーボールリーグ女子は日立が史上初の4連覇
- 3月11日 - 日本バレーボールリーグ男子は新日鉄が女子の日立とともに史上初の4連覇
- 4月23日 - 日本武道協議会発足
- 4月29日 - 山下泰裕、全日本柔道選手権で史上最年少の19歳で優勝、以後9連覇する
- 6月12日 - 樋口久子、全米女子プロゴルフ選手権で日本人初優勝
- 8月31日 - 中野浩一、世界自転車選手権プロ・スクラッチで初優勝
- 9月3日 - 王貞治通算756号本塁打達成
- 9月5日 - 王貞治、国民栄誉賞第1号受賞
- 10月　－　事実上県営宮城球場を本拠地としたロッテオリオンズの神奈川県への本拠移転と、川崎球場の使用が決まる
- 10月28日～30日 - 日本陸上史上初のCMゼッケンが日本選手権大会に登場
- 12月11日 - 甲子園ボウルで関西学院大学が史上初の5連覇達成
- 12月21日 - 渡部絵美が全日本フィギュアスケート選手権で初の6連覇達成

## 総合競技大会
- 第1回スペシャルオリンピックス冬季世界大会（アメリカ・スティームボートスプリングス・2月5日～11日）
- 第13回世界ろう者競技大会（ルーマニア・ブカレスト・7月17日～27日） - 日本の獲得メダル:金5、銀2、銅0
- 第9回夏季ユニバーシアード（ブルガリア・ソフィア・8月17日～28日） - 日本の獲得メダル:金5、銀5、銅1
- 第32回あすなろ国体（冬季スケート - 青森県・1月22日～25日、冬季スキー - 青森県・2月17日～20日、夏季 - 青森県・9月4日～7日、秋季 - 青森県・10月2日～7日）
天皇杯順位:優勝 青森県、第2位 東京都、第3位 愛知県
皇后杯順位:優勝 東京都、第2位 青森県、第3位 愛知県

## アイスホッケー
- スタンレーカップ決勝（1976-1977シーズン）
モントリオール・カナディアンズ （4戦全勝） ボストン・ブルーインズ

## アメリカンフットボール
- 第11回スーパーボウル（1月9日）
オークランド・レイダース(AFC) 32-14 ミネソタ・バイキングズ(NFC)

## ゴルフ

### 世界4大大会（男子）
- マスターズ優勝者：トム・ワトソン（アメリカ）
- 全米オープン優勝者：ヒューバート・グリーン（アメリカ）
- 全英オープン優勝者：トム・ワトソン（アメリカ）
- 全米プロゴルフ優勝者：ラニー・ワドキンス（アメリカ）

### 世界4大大会（女子）
- 全米女子プロゴルフ優勝者：樋口久子

## サッカー
- 天皇杯全日本サッカー選手権大会決勝
古河電工 4-1 ヤンマーディーゼル
- 日本サッカーリーグ
1部優勝:フジタ工業
2部優勝:読売クラブ

## 自転車競技

### トラックレース
- 世界選手権トラック競技（ベネズエラ・サンクリストバル）
プロスクラッチ優勝：中野浩一

### ロードレース
- 第60回ジロ・デ・イタリア
総合優勝：ミシェル・ポランティエール（ベルギー）
- 第64回ツール・ド・フランス
総合優勝：ベルナール・テブネ（フランス）

## テニス

### グランドスラム
- 全仏オープン　男子単優勝：ギレルモ・ビラス（アルゼンチン）、女子単優勝：ミマ・ヤウソベッツ（ユーゴスラビア）
- ウィンブルドン　男子単優勝：ビョルン・ボルグ（スウェーデン）、女子単優勝：バージニア・ウェード（イギリス）
- 全米オープン　男子単優勝：ギレルモ・ビラス（アルゼンチン）、女子単優勝：クリス・エバート（アメリカ）
- 全豪オープン　この年は、1月開催と12月開催の2度行われた。したがって、1978年から1985年までが年末の12月開催になった。
  - 1月開催　男子単優勝：ロスコー・タナー（アメリカ）、女子単優勝：ケリー・レイド（オーストラリア）
  - 12月開催　男子単優勝：ビタス・ゲルレイティス（アメリカ）、女子単優勝：イボンヌ・グーラゴング・コーリー（オーストラリア）

## バスケットボール
- NBAファイナル（1976-1977シーズン）
ポートランド・トレイルブレイザーズ（西） （4勝2敗） フィラデルフィア・セブンティシクサーズ（東）

## ラグビー
- 第14回日本ラグビーフットボール選手権大会（国立霞ヶ丘競技場陸上競技場・1月15日）
新日鉄釜石 27-12 早稲田大学

## 誕生
- 1月22日 - 中田英寿（山梨県、サッカー）
- 1月26日 - ヴィンス・カーター（アメリカ、バスケットボール）
- 1月28日 - 佐藤琢磨（東京都、レーシングドライバー）
- 1月30日 - 新井貴浩（広島県、野球）
- 2月7日 - 宮本恒靖（大阪府、サッカー）
- 2月8日 - 油谷繁（山口県、マラソン）
- 2月11日 - 室伏由佳（愛知県、陸上競技）
- 2月13日 - ランディ・モス（アメリカ、アメリカンフットボール）
- 2月23日 - 田中秀太（熊本県、野球）
- 3月14日 - 松田直樹（群馬県、サッカー、+2011年）
- 3月28日 - 多村仁（神奈川県、野球）
- 4月26日 - 福留孝介（鹿児島県、野球）
- 5月11日 - ヤンネ・アホネン（フィンランド、スキージャンプ）
- 5月12日 - 藤井秀悟（愛媛県、野球）
- 5月14日 - ロイ・ハラデイ（アメリカ、野球）
- 5月17日 - 狩野美雪（東京都、バレーボール）
- 5月23日 - 平瀬智行（鹿児島県、サッカー）
- 5月23日 - イリヤ・クーリック（ロシア、フィギュアスケート）
- 5月25日 - 大山志保（宮崎県、ゴルフ）
- 5月27日 - 柳沢敦（富山県、サッカー）
- 6月4日 - 山野井智広（茨城県、水泳）
- 6月8日 - ファルカン（ブラジル、フットサル）
- 6月9日 - プレドラグ・ストヤコヴィッチ（セルビア、バスケットボール）
- 6月15日 - 若兎馬裕三（東京都、相撲）
- 6月16日 - ケリー・ウッド（アメリカ、野球）
- 6月23日 - 和田竜二（滋賀県、競馬）
- 6月25日 - 塚原直也（東京都、体操）
- 6月27日 - ラウル・ゴンサレス（スペイン、サッカー）
- 7月1日 - 春日王克昌（韓国、相撲）
- 7月20日 - 三都主アレサンドロ（ブラジル→日本、サッカー）
- 7月28日 - 雅山哲士（茨城県、相撲）
- 8月3日 - トム・ブレイディ（アメリカ、アメリカンフットボール）
- 8月5日 - エリック・ヒンスキー（アメリカ、野球）
- 8月8日 - 松井千夏（神奈川県、スカッシュ）
- 8月11日 - ポンサクレック・ウォンジョンカム（タイ、ボクシング）
- 8月12日 - イバ・マヨリ（クロアチア、テニス）
- 8月15日 - 日高剛（福岡県、野球）
- 8月17日 - ティエリ・アンリ（フランス、サッカー）
- 8月20日 - 米田功（ドイツ出身、体操）
- 8月22日 - 所英男（岐阜県、格闘家）
- 8月22日 - 井口佳典（三重県、競艇）
- 8月29日 - ロイ・オズワルト（アメリカ、野球）
- 9月13日 - 荒木雅博（熊本県、野球）
- 9月15日 - 玉乃島新（福島県、相撲）
- 9月28日 - 葛城育郎（大分県、野球）
- 9月28日 - 朴セリ（韓国、ゴルフ）
- 10月4日 - 藤本敦士（兵庫県、野球）
- 10月7日 - 坪井康晴（静岡県、競艇）
- 10月9日 - ブライアン・ロバーツ（アメリカ、野球）
- 10月10日 - 中野真矢（千葉県、オートバイレーサー）
- 10月10日 - アルベルト・チゾーラ（イタリア、バレーボール）
- 10月14日 - 内田潤（兵庫県、サッカー）
- 10月15日 - ダヴィド・トレゼゲ（フランス、サッカー）
- 10月21日 - 福田健二（愛媛県、サッカー）
- 10月29日 - 有馬隼人（広島県、アメリカンフットボール）
- 10月31日 - 藤本主税（山口県、サッカー）
- 10月31日 - 北勝力英樹（栃木県、相撲）
- 11月7日 - 小比類巻太信（青森県、キックボクシング）
- 11月22日 - 市橋有里（東京都、マラソン）
- 12月3日 - アダム・マリシュ（ポーランド、スキージャンプ）
- 12月7日 - フェルナンド・バルガス（アメリカ、ボクシング）
- 12月21日 - 須磨ノ富士茂雄（兵庫県、相撲）
- 12月21日 - フレディ・サンチェス（アメリカ、野球）
- 12月22日 - 伊藤良恵（神奈川県、ソフトボール）
- 12月27日 - 安藤優也（大分県、野球）
- 12月30日 - 戸田和幸（東京都、サッカー）

## 死去
- 1月22日 - パスカル・ペレス（アルゼンチン、ボクシング、*1926年）
- 3月20日 - 照國万藏（秋田県、相撲、*1919年）
- 3月28日 - 栃光正之（熊本県、相撲、*1933年）
- 4月12日 - 清水善造（群馬県、テニス、*1891年）
- 4月20日 - ウィルマー・アリソン（アメリカ、テニス、*1904年）
- 4月26日 - 広橋百合子（石川県、陸上競技、*1916年）[1]
- 6月9日 - 小西得郎（東京都、野球、*1894年）
- 6月23日 - アルセニオ・エリコ（パラグアイ、サッカー、*1915年）
- 9月2日 - 信夫山治貞（福島県、相撲、*1925年）
- 10月29日 - 千代の山雅信（北海道、*1926年）
- 11月26日 - 吉葉山潤之輔（北海道、相撲、*1920年）
- 12月9日 - 中尾碩志（三重県、野球、*1919年）
- 12月18日 - 西沢道夫（東京都、野球、*1921年）